# Война окончена. Забудьте…
«Война окончена. Забудьте…» — российская драма с элементами документалистики, действие которой разворачивается на фоне Первой чеченской войны.

## Сюжет
Фильм повествует о матери, чей сын служит в армии во время Чеченской войны. Обеспокоившись отсутствием каких-либо сообщений о нём, мать пытается узнать хотя бы что-то о его судьбе и собирает деньги для того чтобы отправиться на его поиски в Чечню. Неожиданно сын возвращается домой, но оказывается, что он дезертировал,  и вскоре за ним приходят…

## О фильме
Фильм сделан на уникальном архивном материале Первой чеченской войны, предоставленном ФСБ и другими спецслужбами. В конце фильма приведен полный список из 2939 установленных имён российских военных, погибших на Чеченской войне, а также текст, в котором авторы просят прощения у солдатских матерей, чьи дети остались на полях войны, за то, что посмели прикоснуться к этой теме.
Фильм является последней актёрской работой Зиновия Гердта и был выпущен уже после его смерти.
В эпизодических камео-ролях можно заметить Александра Панкратова-Чёрного, Бориса Хмельницкого и Станислава Говорухина.
Фильм был запрещён к показу на телевидении.

## В ролях
- Ирина Бразговка — Валентина Семеновна Федотова, мать Валеры
- Светлана Смехнова — Ульяна Степановна
- Зиновий Гердт — актер в роли отставного генерала (последняя роль)
- Александр Павлов — Александр Петрович, отец Даши, генерал
- Борис Морозов — Алексей Михайлович
- Алексей Дьяков — Дима
- Валерий Янклович — Олег Иванович Федотов
- Светлана Шершнева — Марья Васильевна
- Вячеслав Бутенко — Павел Алексеевич
- Александр Мохов — Виталик, доставщик гуманитарной помощи (в титрах не указан)
- Познер, Владимир Владимирович — камео
- Борис Хмельницкий — камео
- Станислав Говорухин — камео

## Фестивали и награды
- 1998 — премия «Ника» — номинация на лучшую женскую роль (Ирина Бразговка)
- Приз Гильдии кинорежиссёров России (фильму)
- Приз жюри общественных организаций (И. Бразговка)
- Приз НТВ-КИНО (И. Бразговка)
- 1998 — МКФ «Сталкер»